# Kiyotaka Kodaira
Kiyotaka Kodaira (jap. 小平清貴 Kodaira Kiyotaka; ur. 25 grudnia 1978) – japoński zapaśnik walczący w stylu wolnym. Zajął trzynaste miejsce na mistrzostwach świata w 2007. Piąty na mistrzostwach Azji w 2001 i 2005. Wicemistrz igrzysk Azji Wschodniej w 2001 roku.